# 武平君
武平君（前3世纪？—前208年），名畔，姓不详，秦朝末年陈胜手下人物。
秦二世二年（前208年）十一月（颛顼历第二个月），陈县人秦嘉、铚县人董緤、符离人朱鸡石、取虑人郑布、徐人丁疾等聚众起兵反秦，将东海郡守围困在郯县。陈胜得知消息，派武平君畔担任将军，监军围城部队。秦嘉厌恶隶属于武平君，不接受命令，自立为大司马。秦嘉对他的军吏说：“武平君年轻不懂用兵之事，不要听他的！”随即假传接到陈胜的命令，杀死了武平君畔。